# Черевкова, Анна Александровна
Анна Александровна Черевкова (урождённая Абрамович; 1859 — ?) — российский медик и путешественница, совершившая кругосветное путешествие. Жена Василия Черевкова.

## Биография
Об её детстве и отрочестве информации практически не сохранилось, да и прочие биографические сведения о ней очень скудны и отрывочны; известно лишь, что родилась она в городе Житомире; образование получила в Киевской гимназии и на Высших женских медицинских курсах
, которые окончила в 1881 году.
В качестве судового врача на пароходе добровольного флота «Хабаровск» в 1895—1896 гг. А. А. Черевкова совершила кругосветное путешествие. Два раза проехала Азию от Уральского хребта до Тихого океана. Жила несколько лет в Японии, которую объехала почти всю. Путешествовала по Цейлону, Индии, Китаю и Корее, английским и французским владениям на Дальнем Востоке, Сандвичевым островам, Соединённым Штатам Америки и Западной Европе.
Результатом её путешествий стали следующие труды: «Воспоминания о Японии» («Исторический вестник», 1893); «История одной маленькой монархии» («Исторический вестник», 1897); «У мормонов» («Исторический вестник», 1901); «Брак и развод в Японии» («Русское богатство», 1900); «Чикаго», «Ниагара» и «Нью-Йорк» («Русская мысль», 1902); «Бостон и народное образование в Америке». С 1899 по 1903 год А. Черевкова поместила в газетах «Северный курьер», «Новое время», «Россия», «Новости» и «Вестник Юга» ряд рассказов и очерков об её путешествиях за границей. В 1898 году она напечатала «Очерки современной Японии», которые неоднократно переиздавались.
По окончании периода путешествий преподавала в Екатерининской женской гимназии в Санкт-Петербурге. В соавторстве с мужем опубликовала в 1905 году «Курс гигиены для средних учебных заведений». Участница Первого Всероссийского съезда по образованию женщин (1912—1913).